# Colpy
Colpy ist ein Weiler in der schottischen Council Area Aberdeenshire. Er liegt am gleichnamigen Bach, der direkt östlich in den Urie einmündet. Im Nordosten grenzt mit Kirkton of Culsalmond der nächste Weiler direkt an. In der Umgebung von Colpy befinden sich zwei Cairns.
Colpy ist direkt an der A96 gelegen, welche das rund 95 km nordwestlich gelegene Inverness mit dem rund 40 km südöstlich befindlichen Aberdeen verbindet. Des Weiteren mündet die aus Ellon kommende A920 in Colpy in die A96 ein und endet dort. Die nächstgelegene Stadt ist das rund zwölf Kilometer nordwestliche Huntly.